# Manuel Marín
Manuel Marín González (Ciudad Real, 21 oktober 1949 – Madrid, 4 december 2017) was een Spaanse politicus. Tussen 1985 en 1999 bekleedde Marín diverse functies binnen de Europese Gemeenschap en de Europese Unie. In 1999 was hij kort waarnemend-voorzitter van de Europese Commissie nadat de voorzitter van de commissie-Santer, Jacques Santer, in het Europees Parlement verkozen was.

## Biografie
Marín studeerde na afronding van het middelbare onderwijs Rechten aan de Complutense Universiteit van Madrid. Vervolgens behaalde hij een diploma in Europees recht aan de Universiteit van Lotharingen en een certificaat in Gevorderde Europese Studies aan het Europacollege in België. In 1974 sloot Marín zich aan bij de Partido Socialista Obrero Español (PSOE). Drie jaar later werd hij gekozen voor het Congres van Afgevaardigden in Spanje. Marín werd herkozen in 1979 en opnieuw in 1982. Tijdens zijn periode in het Congres van Afgevaardigden ontstond zijn interesse voor Europese zaken. In het Congres was hij lid van het comité van Defensie en Buitenlandse Zaken. Marín werd woordvoerder van de PSOE voor buitenlandse zaken.
Na de parlementsverkiezingen van 1982 in Spanje werd Felipe Gonzalez verkozen tot president. Marín werd aangesteld als staatssecretaris Betrekkingen met de Europese Gemeenschap. In deze positie werd hij hoofd onderhandelingen voor de Spaanse toetreding tot de Europese Commissie. Marín was met een zware taak belast, omdat de toetreding van Spanje tot de EEG werd gezien als de afronding van een succesvolle transitie van autoritarisme (Franco) tot democratie in Spanje. De verkiezingsoverwinning in 1982 gaf de Socialistische Partij het mandaat om te voldoen aan het lidmaatschap van de Europese Gemeenschappe De onderhandelingen met de EEG waren succesvol en in 1985 werd het Verdrag tot toetreding ondertekend. Marín werd benoemd tot de eerste Spaanse Eurocommissaris in de commissie-Delors I. Hij werd tevens aangesteld als vicepresident. In de eerste commissie van Delors (1985-1989) kreeg Marín de portefeuille Sociale Zaken, Onderwijs en Werkgelegenheid. In deze functie was hij de bedenker van het ERASMUS-programma (1987).
In 1989 werd Marín herbenoemd tot Europees commissaris in de commissie-Delors II. Opnieuw werd hij benoemd tot vicepresident en daarnaast kreeg hij de portefeuille Ontwikkelingssamenwerking en Visserij. Tijdens deze functie, die hij ook bekleedde in de commissie-Delors III, leidde hij onderhandelingen over compensatie voor ontwikkelingslanden. De landen van de Europese Gemeenschap waren actief in de visrijke wateren van ontwikkelingslanden en de EEG voelde zich genoodzaakt om de landen te compenseren. In de derde commissie kreeg Marín er twee portefeuilles bij, namelijk die van Buitenlandse Betrekkingen en Humanitaire Hulp.
Zijn laatste termijn bij de Europese Commissie was in de commissie-Santer (1995-1999). Vanwege het Verdrag van Maastricht werden de vicevoorzitters van de Europese Commissie niet langer gekozen door de regeringsleiders van de Europese lidstaten, maar door de leden van de Commissie. Marín was een van de vier kandidaten voor de positie. De functie ging uiteindelijk naar Leon Brittan, maar Marín wist Martin Bangemann en Édith Cresson achter zich te laten. In de commissie-Santer kreeg Marín de portefeuille Buitenlandse Betrekkingen met de Zuidelijke Mediterrane Landen, het Midden-Oosten, Latijns-Amerika en Azië (met uitzondering van Japan, China, Zuid-Korea, Hong Kong, Macau en Taiwan). Gedurende deze periode ontstonden er moeilijkheden over de implementatie van de 'Mediterrane strategie' van de Europese Unie. Met de tijd ontstonden er beschuldigingen over incompetentie en fraude, maar deze beschuldigingen werden nooit bevestigd.
In het najaar van 1998 namen de beschuldigingen over incompetentie, nepotisme en fraude tegen de Europese Commissie toe. Voorzitter Jacques Santer probeerde de beschuldigingen te weerleggen, maar moest in januari 1999 akkoord gaan met een onderzoek door een onafhankelijke commissie. Als een gevolg van een bijtend verslag van de commissie besloot de commissie-Santer op 15 maart 1999 af te treden. Marín werd bekritiseerd over het ontlopen van verantwoordelijkheden. De rol van Marín in de neergang van de commissie-Santer is nog steeds niet duidelijk. Hij werd aangevallen met harde bewijzen over nepotisme in het Europees Parlement. De onafhankelijke onderzoekscommissie besloot echter zijn naam te zuiveren en besloot alleen verdere stappen te ondernemen tegen Édith Cresson.
Van 19 juli tot 19 september 1999 fungeerde hij, als eerste vicevoorzitter, tijdelijk als waarnemend-voorzitter van de commissie-Santer nadat voorzitter Jacques Santer in het Europees Parlement verkozen was.
Manuel Marín overleed in 2017 op 68-jarige leeftijd.
- Gemeinsame Normdatei: 171819470
- Parlement.com: vi2jmod79iyj
- Virtual International Authority File: 242860216

 Martin Bangemann ·  Ritt Bjerregaard ·  Emma Bonino ·  Leon Brittan ·  Hans van den Broek ·  Édith Cresson ·  João de Deus Pinheiro ·  Franz Fischler ·  Pádraig Flynn ·  Anita Gradin ·  Neil Kinnock ·  Erkki Liikanen ·  Manuel Marín ·  Karel Van Miert ·  Mario Monti ·  Marcelino Oreja ·  Christos Papoutsis ·  Jacques Santer ·  Yves Thibault de Silguy ·  Monika Wulf-Mathies
 Martin Bangemann ·  Leon Brittan ·  Hans van den Broek ·  Henning Christophersen ·  Jacques Delors ·  João de Deus Pinheiro ·  Pádraig Flynn ·  Manuel Marín ·  Abel Matutes* ·  Karel Van Miert ·  Bruce Millan ·  Marcelino Oreja ·  Ioannis Paleokrassas ·  Antonio Ruberti ·  Peter Schmidhuber ·  Christiane Scrivener ·  René Steichen ·  Raniero Vanni d'Archirafi
 * afgetreden 
 Frans Andriessen ·  Martin Bangemann ·  Leon Brittan ·  António Cardoso e Cunha ·  Henning Christophersen ·  Christiane Scrivener ·  Jacques Delors ·  Jean Dondelinger ·  Ray MacSharry ·  Manuel Marín ·  Abel Matutes ·  Karel Van Miert ·  Bruce Millan ·  Filippo Maria Pandolfi ·  Vasso Papandréou ·  Carlo Ripa di Meana ·   Peter Schmidhuber 

 Frans Andriessen ·  António Cardoso e Cunha ·  Claude Cheysson ·  Henning Christophersen ·  Stanley Clinton Davis ·  Arthur Francis Cockfield ·  Willy De Clercq ·  Jacques Delors ·  Manuel Marín ·  Abel Matutes ·  Nicolas Mosar ·  Karl-Heinz Narjes ·  Lorenzo Natali ·  Alois Pfeiffer* ·  Carlo Ripa di Meana ·   Peter Schmidhuber ·  Peter Sutherland ·  Grigoris Varfis 
  *overleden 